# Gary Coleman
Gary Wayne Coleman (Zion, 8 febbraio 1968 – Provo, 28 maggio 2010) è stato un attore statunitense.
Fu celebre per il ruolo di Arnold Jackson nel telefilm Il mio amico Arnold (Diff'rent Strokes), andato in onda negli Stati Uniti dal 1978 al 1986.

## Biografia

### Carriera cinematografica e televisiva
Coleman fu colpito in tenera età da una patologia renale (Glomerulosclerosi segmentaria e focale) per la quale fu sottoposto a una terapia a base di corticosteroidi: per queste ragioni la sua crescita si interruppe a 142 cm. Il suo viso mantenne un aspetto infantile fino all'età adulta. Subì due trapianti di reni (nel 1973 e nel 1984), entrambi però fallirono, pertanto nel corso della sua vita ebbe frequente necessità di terapia dialitica.
Nel 1978, durante l'episodio della sitcom I Jefferson Uncle George and Aunt Louise, interpretò il ruolo di Raymond Jefferson, il nipote di George e Louise. Divenne famoso per il ruolo di Arnold Jackson nel telefilm Il mio amico Arnold. Successivamente nel 1979 e 1980 fece dei camei nella serie L'albero delle mele (spin-off di Arnold) sempre nel ruolo di Arnold Jackson. Grazie alla fama ottenuta dalla serie nel 1982 fu protagonista del cartone animato The Gary Coleman Show (basato sul film L'angioletto senza ali), interpretato dallo stesso Coleman.
Sempre nel 1979 fu protagonista del film TV La mascotte (The Kid from Left Field), ambientato nel mondo del baseball, remake dell'omonima pellicola del 1953. Nel 1996 comparve nell'ultimo episodio della sitcom Willy, il principe di Bel-Air, insieme a Conrad Bain, sempre nel ruolo di Arnold e padre come potenziali acquirenti della casa dello zio di Willy. Questa fu l'ultima apparizione del personaggio di Arnold.
Nel 2002 partecipò alla trasmissione italiana Matricole & Meteore. Nel 2006 fu protagonista del film La vera storia di Arnold. Fece alcune apparizioni nella sitcom statunitense Tutto in famiglia. Partecipò a due episodi della serie statunitense Buck Rogers e, nel 2006, alla serie televisiva per ragazzi su Nickelodeon, Drake & Josh.
Abbandonata l'attività di attore, lavorò come guardia privata nello Utah, dove si era trasferito nel 2005, comparendo di tanto in tanto in alcune produzioni minori o per qualche cameo.

### Collaborazioni musicali
Successivamente apparve in vari video musicali. Qui è riportata la cronologia:
- Nel 1999 apparve nel video musicale Cowboy di Kid Rock nelle vesti di un pistolero.
- Nel 2000 partecipò al video musicale degli Slum Village Climax nella veste di commesso.
- Nel 2005 partecipò al video musicale del wrestler John Cena Bad Bad Man.

### Carriera politica
Ebbe anche un'esperienza politica nel 2003, quando annunciò la sua candidatura a governatore della California. A seguito di quella Arnold Schwarzenegger dichiarò di volersi ritirare e di voler appoggiare l'ex attore, ma essendo ormai iscritto nella lista dei candidati non poté far depennare il suo nome dalla scheda elettorale. Nelle consultazioni Coleman ottenne 14.282 preferenze (0,16%) e arrivò ottavo su 135.

### Matrimonio
Nell'agosto del 2007 Coleman sposò Shannon Price, conosciuta durante le riprese del film Church Ball; la notizia delle nozze, tuttavia, fu resa pubblica solo molti mesi dopo, nel febbraio 2008. Dopo soli otto mesi di matrimonio decise però di recarsi con la giovane moglie in diretta televisiva nel programma statunitense Divorce Court ma, a differenza degli altri concorrenti del programma, con l'intento di salvare il rapporto.

### Controversie
Fu arrestato due volte: nel 2008 per aver investito una persona in un parcheggio, e nel 2009 per presunte violenze domestiche. Il 19 febbraio 2010, durante una puntata della trasmissione televisiva The Insider, volta a riabilitarlo di fronte al pubblico, diede in escandescenze nei confronti di conduttori e giornalisti e abbandonò la scena tra la costernazione generale.

### Morte
A causa della grave forma di insufficienza renale da cui era affetto sin dall'infanzia, subì due trapianti di reni in giovane età, e dovette sottoporsi a dialisi giornaliere. Dopo altre due operazioni chirurgiche nei primi mesi del 2010, secondo le ricostruzioni si sarebbe verificato un ulteriore incidente due notti prima di morire, nella sua abitazione a Santaquin, nei pressi di Salt Lake City, dove l'attore cadde battendo la testa.
Trasportato d'urgenza in ospedale, le sue condizioni peggiorarono il giorno successivo, quando perse conoscenza e andò in coma. Da allora fu mantenuto in vita artificialmente per un altro giorno fino a che la moglie non richiese il distacco delle apparecchiature. Morì all'ospedale di Provo all'età di 42 anni il 28 maggio 2010.

## Filmografia parziale
- Il mio amico Arnold (Diff'rent Strokes) – serie TV, 184 episodi (1978-1986)
- Hello, Larry – serie TV, 3 episodi (1979-1980)
- L'albero delle mele (The Facts of Life) – serie TV, 2 episodi  (1979-1980)
- Scout's Honor, regia di Henry Levin – film TV (1980)
- Il mio amico Ricky (Silver Spoons) – serie TV, 1 episodio (1982)
- Storie incredibili (Amazing Stories) – serie TV, 1 episodio (1985)

## Altre apparizioni
- Apparve nell'episodio de I Simpson A Natale ogni spassolo vale, in quello de I Griffin Brian torna al college e nell'episodio di South Park Cartoon Wars (2 Parte).
- Nel 1978 apparve nella ventiduesima puntata della quarta stagione della serie televisiva I Jefferson
- Fu ospitato insieme a Fabrizio Manfredi, suo doppiatore in Arnold, in una puntata di Pentatlon, quiz scritto e presentato da Mike Bongiorno.
- Fu ospite della trasmissione Superflash, condotta da Mike Bongiorno su Canale 5. In quell'occasione gli venne regalato un modellino di locomotiva, in quanto Coleman era collezionista di trenini.
- È stato ospitato al Drive In in uno sketch con Ezio Greggio, Gianfranco D'Angelo e Giorgio Faletti (quest'ultimo nei panni di Vito Catozzo)
- Nel 1995 apparve nell'episodio "Hot Wheels" (stagione 2, episodio 12) della sitcom E vissero infelici per sempre.
- Nel 1996 apparve nell'ultimo episodio della sesta e ultima stagione di Willy, il principe di Bel-Air con Conrad Bain, in cui entrambi reinterpretarono i rispettivi personaggi de Il mio amico Arnold
- Nel 1997 doppiò il personaggio di Kenny Falmouth nell'edizione in lingua inglese del videogioco The Curse of Monkey Island.
- nel 1999 apparve nella puntata BABF07 (S11 e9) de I Simpson.
- Nel 2001 apparve nel quarto episodio (Perfect Dad) della 2ª stagione del telefilm Tutto in famiglia andato poi in onda in Italia nel 2006.
- Nel 2003 prestò la voce e il volto alla casa di sviluppo RWS per il videogioco Postal² e successivamente divenne una sorta di mascotte.
- Nel 2004 apparve nel dodicesimo episodio della 2ª stagione di Drake & Josh.
- Nel 2008 fu ospite nel programma di Rai 1 I migliori anni, condotto da Carlo Conti.

## Doppiatori italiani
Nelle versioni in italiano delle opere in cui ha recitato, Gary Coleman è stato doppiato da:
- Fabrizio Manfredi ne Il mio amico Arnold, Willy, il principe di Bel-Air, La vera storia di Arnold
- Paolo Torrisi ne I Jefferson
- Massimiliano Alto ne L'angioletto senza ali
- Paolo Buglioni in S.F.W. - So Fucking What
- Fabrizio Vidale in Tutto in famiglia

Da doppiatore è sostituito da:
- Fabrizio Manfredi in Gary Coleman Show

## Riconoscimenti
- Young Hollywood Hall of Fame (1970's)

- Young Artist Award (1979)

Coleman ha vinto quattro volte di seguito un People's Choice Awards nella categoria:
- Miglior giovane attore (1980)
- Miglior giovane attore (1981)
- Miglior giovane attore (1982)
- Miglior giovane attore (1983)